# Tiefsee

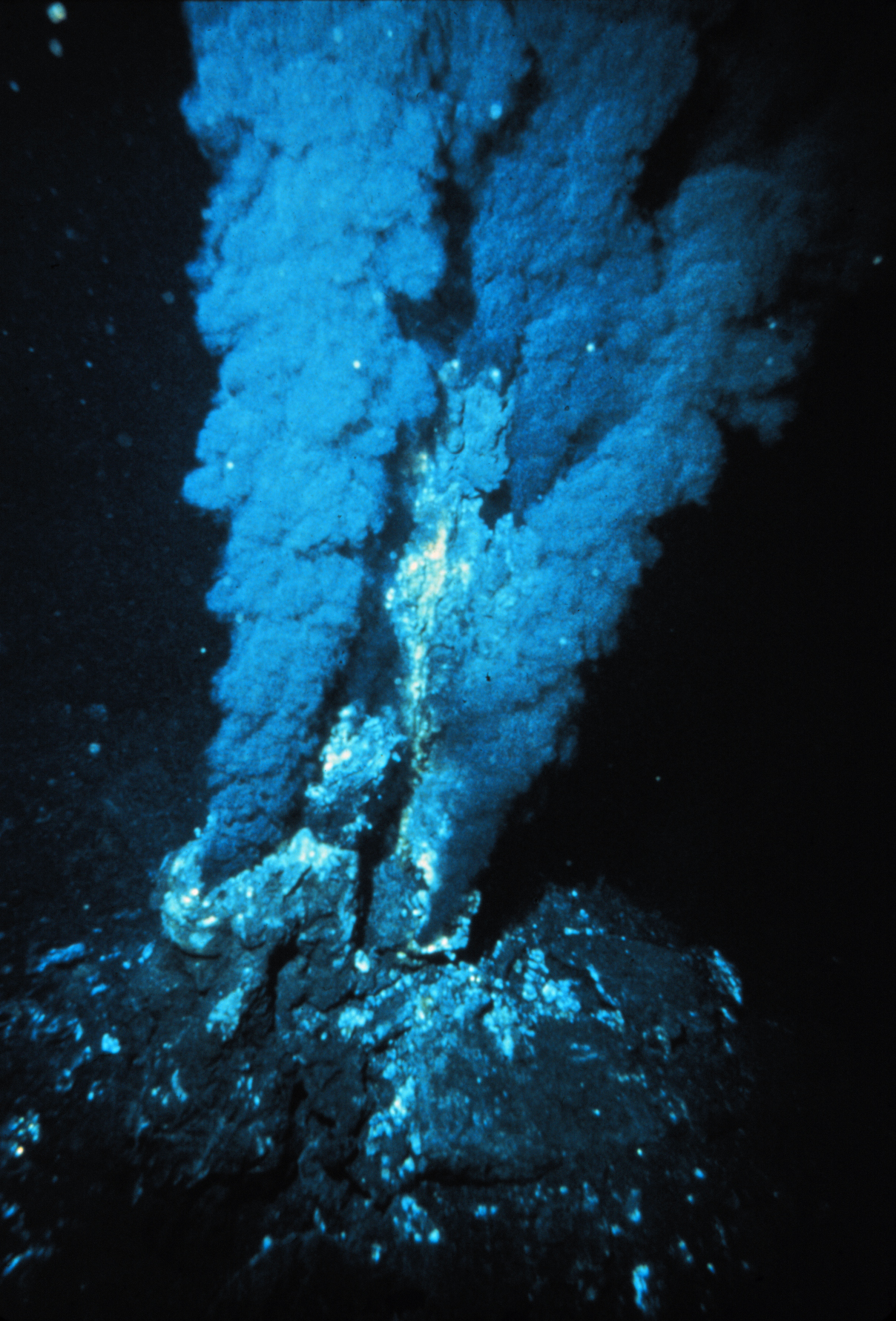
Schwarzer Raucher an einem Mittelozeanischen Rücken

Als Tiefsee bezeichnet man für gewöhnlich die weitgehend bis völlig lichtlosen Bereiche des Meeres, die unterhalb einer Tiefe von mindestens 200 m liegen. Nach dieser Definition erstreckt sich die Tiefsee über rund 88 % der Fläche der Ozeane.
Basis der Nahrungskette in Tiefsee-Biotopen bilden chemolithotroph aktive Bakterien und Archaeen, die in der Umgebung von hydrothermalen Quellen, auch Schwarze Raucher genannt, die Oxidation von Schwefelwasserstoff als Energiequelle nutzen, um organische Verbindungen aus anorganischen Stoffen, unter anderem Kohlenstoffdioxid als Kohlenstoffquelle, aufzubauen. Grüne Schwefelbakterien nutzen anoxygene Photosynthese mit Schwefelwasserstoff oder Schwefel als Reduktionsmittel, hierbei wird infrarote Wärmestrahlung in Chlorosomen zur Energiequelle für Photosynthese.
Ein Beispiel für die (rezente) Endosymbiontentheorie sind Tiefsee-Bartwürmer (Siboglinidae), die kein Verdauungssystem besitzen, sondern ihre Nährstoffe von Bakterien erhalten, mit denen sie in Endosymbiose leben.
Abgesehen von den belebten hydrothermalen Quellen gibt es in der Tiefsee, soweit wir bis heute wissen, keine weitere biologische Primärproduktion.

## Daten

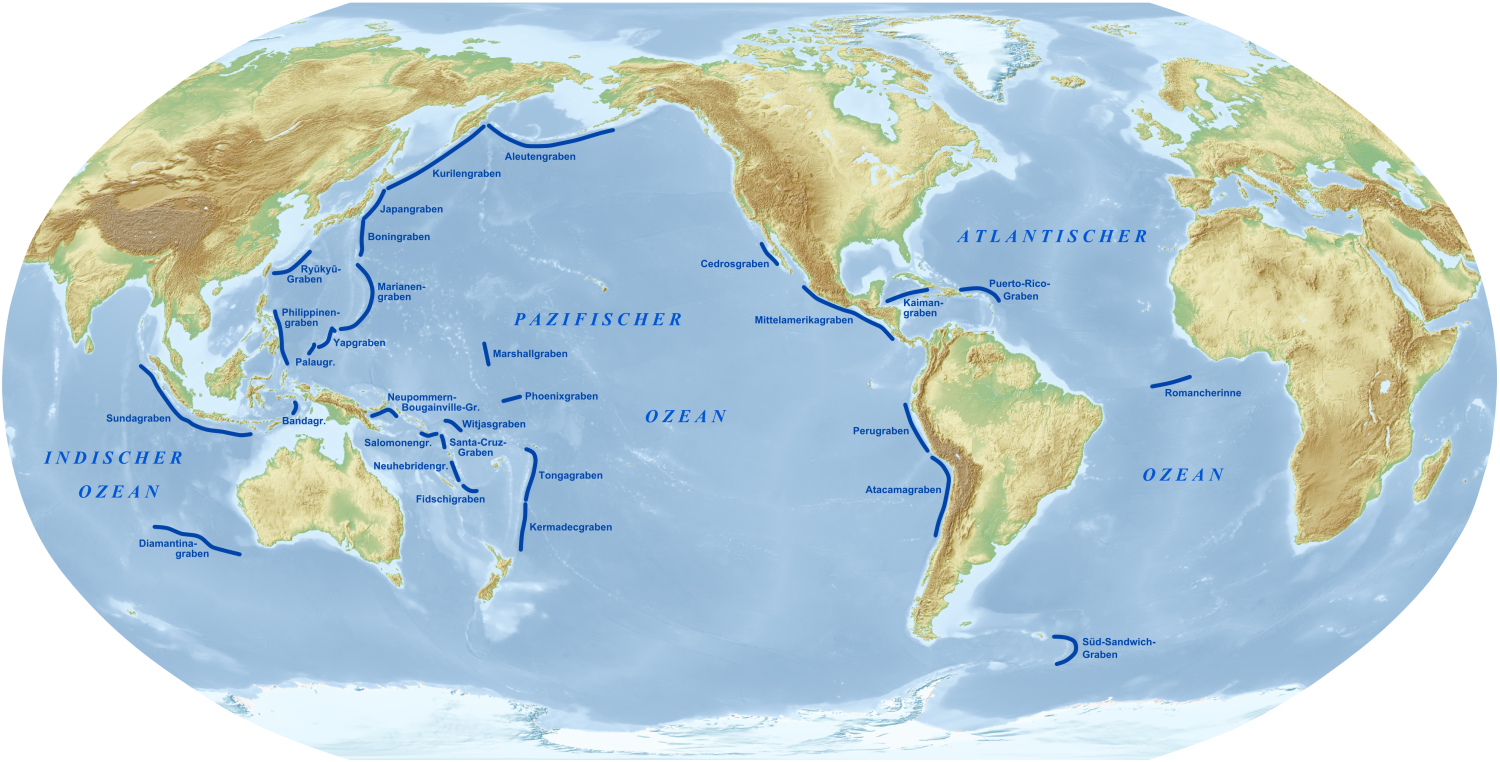
Karte der weltweiten Tiefseerinnen

Die Temperatur ist gleichbleibend niedrig (−1 °C bis 4 °C). In 10.000 m Tiefe herrscht ein Druck von etwa 1.000 bar. Starke Meeresströmungen sind selten, und jahreszeitliche Fluktuationen beschränken sich auf die Menge des Detritus, der aus den durchlichteten Zonen hierher absinkt und die wichtigste Nahrungsgrundlage der Tiefsee darstellt.
Die in einer Meerestiefe von 1.000 m und mehr liegenden Bereiche der Tiefsee bedecken eine Fläche von etwa 318 Millionen km², was etwa 62 % der gesamten Erdoberfläche darstellt.
In der Tiefsee oder an deren Rändern befinden sich tektonisch bemerkenswerte Zonen:
- Mittelozeanischer Rücken – Gebirgssystem des Weltmeers, zuerst im Atlantik entdeckt
- Tiefseebecken – in allen Teilen des Weltmeers vorhandene großflächige und tiefe Becken
- Tiefseerinnen – vor allem im Pazifik befindliche so genannte Gräben. Das (nach einer umstrittenen Messung von 1957) 11.034 m tiefe Witjastief 1 und das (nach Messungen von 2010) 10.984 ± 25 m tiefe Challengertief (beide im Marianengraben, Pazifik) gelten als tiefste bekannte Stellen der Weltmeere.

Die Rücken und Rinnen wurden erst in den letzten Jahrzehnten durch geophysikalische Methoden untersucht und erwiesen sich als „Nahtstellen der Plattentektonik“. Sie machen sich unter anderem im Erdschwerefeld und in der Verteilung der Erdbeben bemerkbar.
Das Gegenstück der Tiefsee ist die „Flachsee“, insbesondere die den Kontinenten vorgelagerten Schelfgebiete.

## Gliederung

Die Gliederung des Pelagials

Das Weltmeer ist in zwei große Bereiche unterteilt:

### Pelagial
Das Pelagial (griechisch pelagos ‚Meer‘) ist der Lebensraum des freien Wassers. Das Pelagial ist bei Seen und dem Meer der uferferne Freiwasserbereich oberhalb der Bodenzone (Benthal).
Im Meer gliedert sich das Pelagial, der morphologischen Einteilung des Gewässerbodens gemäß, in fünf Zonen:
- Das Epipelagial sind die obersten 200 Meter der Wassersäule des freien Wassers (Pelagial) im Meer. Diese durchlichtete ((eu)photische) Tiefenzone ist durch eine positive Bioproduktivität (trophogene Zone, d. h. positive Stoff- und Energiebilanz, stärkster Aufbau von Biomasse) und den höchsten Artenreichtum innerhalb des Ökosystems gekennzeichnet. Im Epipelagial gibt es ausreichend Licht für höhere Pflanzen und photoautotrophe Kleinstlebewesen um Photosynthese zu betreiben. Neben Plankton lebt hier auch das aktiv schwimmende Nekton, also Fische, Krebse und Kopffüßer. Nach unten wird das Epipelagial durch das Mesopelagial begrenzt.
- Das Mesopelagial ist der Bereich zwischen ca. 200 Metern bis etwa 1.000 Metern Meerestiefe; ab hier beginnt die eigentliche Tiefsee. In diese Tiefe dringt noch ein geringer Anteil blauen Lichts vor. Der Druck beträgt in 1.000 Metern Tiefe etwa 100 bar (entspricht 100 Kilogramm pro Quadratzentimeter). Pflanzenbewuchs ist wegen des Lichtmangels nicht vorhanden, Plankton in nur geringer Menge. Auch die Temperatur sinkt in der Tiefenzone von 500 m bis 1500 m plötzlich von 5 °C auf knapp über 0 °C.[3] Im Mesopelagial leben beispielsweise die Tiefsee-Beilfische.
- Das Bathypelagial reicht von 1.000 bis 4.000 Metern Tiefe. Der Druck beträgt in 4.000 Metern Tiefe etwa 400 bar. Es ist kein Sonnenlicht mehr vorhanden, nur Fische und Bakterien erzeugen Licht in Form von Biolumineszenz. Unter den in dieser Tiefe lebenden Tiefseefischen finden sich auch die Tiefsee-Anglerfische.
- Das Abyssopelagial (4.000–6.000 m) ist die Tiefenzone von 4.000 bis 6.000 Metern Tiefe. Hier ist die Temperatur nahe am Gefrierpunkt. Im Abyssopelagial lebt z. B. der Tiefseekrebs.
- Das Hadopelagial (6.000–11.000 m) ist die tiefste Zone im Meer und reicht von 6.000 bis zu 11.000 Metern Tiefe, dem tiefsten Punkt im Ozean. Die Temperatur liegt wie im Abyssopelagial nahe am Gefrierpunkt. Dennoch gibt es hier Lebewesen, z. B. den Borstenwurm.

Nach Ansicht einiger Meeresbiologen lassen sich Abyssopelagial, Bathypelagial und pelagisches Hadal (auch Hadopelagial, Hadalpelagial, hadopelagische Zone) aufgrund ihrer ähnlichen hydrologischen und biologischen Eigenschaften nicht abgrenzen, darum werden sie zu einer Zone der Tiefsee zusammengefasst.
Das Pelagial lässt sich ähnlich wie das Benthal (analog Litoral und Profundal) in zwei produktionsbiologische Zonen einteilen.
1. In eine trophogene Zone (Nährschicht, d. h., es wird mehr Sauerstoff und Biomasse erzeugt als verbraucht)
2. In eine tropholytische Zone (Zehrschicht, d. h., es wird weniger Sauerstoff und Biomasse erzeugt als verbraucht).

Die Grenze zwischen den beiden Zonen wird als Kompensationsebene bezeichnet (die durch Photosynthese aufgebaute Biomasse wird durch Respirationsprozesse wieder abgebaut, die biogene Nettoproduktion ist ungefähr gleich null). Die für die Photosynthese verfügbare Restlichtmenge ist so gering, dass von den Pflanzen (Produzenten) nur wenig Biomasse aufgebaut werden kann. Diese wird, ebenso wie der erzeugte Sauerstoff durch Respiration von ihnen gleich wieder vollständig verbraucht. In den größeren (also tropholytischen) Wassertiefen muss darum aller für die Organismen zum Leben notwendige Sauerstoff und alle Nährstoffe durch Stofftransport aus der trophogenen Schicht kommen oder die Bewohner steigen auf (vertikale Wanderung) und holen sich aktiv die benötigten Stoffe. Die tatsächliche Lage der trophogenen Schicht und damit auch der Kompensationsebene ist von der aktuellen Photosyntheseleistung abhängig, die wiederum von verschiedenen Faktoren beeinflusst wird. So wird die Lichtdurchlässigkeit des Wassers von den lokalen Gegebenheiten (Wassertrübung, Planktondichte) bestimmt, die Photosyntheseleistung schwankt in höheren Breiten direkt mit dem Verlauf der Jahreszeiten.

### Benthal
Das Benthal (griechisch) ist der Bereich des Meeresbodens; auch dieser ist in horizontale Zonen unterteilt:
- das Bathyal (gr. bathys ‚Tiefe‘) ist der Bereich des Kontinentalabhangs, wo der Meeresboden sich vom flachen Bereich des Kontinentalschelfs bis zur Tiefseeebene absenkt und reicht von 200 m bis 2.000/3.000 m Tiefe.
- die abyssische Region (altgriechisch ἄβυσσος, lateinisch abyssus ‚Abgrund‘) ist der Bereich der Tiefseebecken mit 2.000/3.000 m bis 6.000 m Tiefe.
- die Hadalzone (gr. hades ‚Unterwelt‘), welche die Tiefseegräben umfasst, die von 6.000 m bis in etwa 10.000 m Tiefe reichen.

In der Tiefsee bestehen 90 Prozent der bodennahen Biomasse aus Seegurken.
Am Meeresboden gibt es einige Ökosysteme, die anorganische Stoffe für ihre Energiegewinnung (Chemosynthese, Chemolithotrophie) verwenden. Ausgangspunkt sind chemoautotrophe Bakterien, die in Symbiose mit Bartwürmern und Muscheln leben, von denen sich wiederum andere Tiere ernähren können. Diese Ökosysteme entstehen dort, wo Wasser aus dem Boden tritt, welches beispielsweise mit Methan und Schwefelwasserstoff angereichert ist. Diese Orte finden sich sowohl im Bereich der Mittelozeanischen Rücken als auch der Subduktionszonen und Kontinentalhänge.
Im Gebiet der Rücken finden sich heiße Quellen, wo bis zu 400 °C heißes Wasser austritt, und warme Quellen, wo das heiße Wasser bereits tiefer im Boden abzukühlen beginnt und nach dem Austritt aus dem Boden nur noch wenig wärmer als das umgebende kalte Meerwasser ist. Die warmen Thermalquellen können ebenfalls durch einen exothermen chemischen Prozess entstehen, der Serpentinisierung, bei dem Peridotit unter Aufnahme von großen Mengen Meerwasser zu Serpentinit umgewandelt wird, wobei zusätzlich Methan (CH4), Schwefelwasserstoff (H2S) und Wasserstoffgas (H2) erzeugt werden kann. Dieser Mechanismus ist nicht an die mittelozeanischen Rücken gebunden, so dass man derartige Thermalquellen beispielsweise in der Spreizungszone eines Backarc-Beckens beobachten kann. Erstmals wurde eine derartige Quelle im Jahr 2000 entdeckt (Lost City). Das erhitzte Wasser erzeugt sogenannte Schwarze und Weiße Raucher, im Mittel 20 m bis 25 m hohe Schlote, die aus ausgefällten Mineralien bestehen.
An Subduktionszonen und Kontinentalhängen finden sich kalte Quellen (siehe Methanquelle oder Cold Seep), wobei das aus dem Boden austretende Wasser nicht erwärmt ist. Das sich an einer kalten Quelle findende Ökosystem beruht zwar ebenfalls auf der Symbiose mit chemoautotrophen Bakterien, doch da diese sowohl in mehreren tausend Meter Tiefe als auch am Rande der Tiefsee an den Kontinentalhängen in einigen hundert Metern Tiefe vorkommen, kann das vorzufindende Artenspektrum umfangreicher sein. Das Gebiet der kalten Quellen zeichnet sich dadurch aus, dass sich Calciumcarbonat in Krusten abscheidet und dass Methanhydrate gefunden werden können.

## Forschungsgeschichte
Die Geschichte der Tiefseeforschung ist relativ jung, da die in der Tiefsee herrschenden extremen Bedingungen enorme technische Anforderungen an den Menschen stellen.
- 1521: Ferdinand Magellan lässt ein 700 m langes Seil von seinem Schiff hinab ins Meer, um die Ozeane auszuloten. Da es den Boden nicht erreicht, schlussfolgert er, dass das Meer unendlich tief sei.
- 1818: Erstmals wird in der Tiefsee Leben nachgewiesen. Der englische Forscher Sir John Ross lässt mittels einer Art Greifvorrichtung Wurm- und Quallenarten aus 2000 m Tiefe an Bord holen.
- 1844: Obwohl John Ross Lebewesen nachgewiesen hat, widerspricht Edward Forbes ihm, da er feststellt, dass die Anzahl der Lebewesen mit der Tiefe abnimmt. Deshalb könne es ab 600 m Tiefe kein Leben geben (Abyssus-Theorie).[9]
- 1850: Michael Sars findet vor den Lofoten in einer Tiefe von 800 m eine reiche Tierwelt vor und widerlegt damit die Abyssus-Theorie.[10]
- 1860 wird im Mittelmeer ein nur drei Jahre zuvor gelegtes Telegrafiekabel wieder eingeholt. An Stellen, die um 2000 m tief lagen, haben sich bereits mehrere Tierarten angesiedelt. Das gilt als endgültige Beweisführung gegen die Abyssus-Theorie.[11]
- 1872–1876: Mit der Challenger-Expedition unter Leitung des Meeresbiologen Charles Wyville Thomson wird die Tiefsee erstmals systematisch erforscht. Die Expedition bringt viele neue Ergebnisse.
- 1890–1898: Während der österreichisch-ungarischen Pola-Expeditionen unter der wissenschaftlichen Leitung Franz Steindachners wird die Tiefsee im östlichen Mittelmeer, in der Adria und im Roten Meer erforscht.
- 1898–1899: Die deutsche Valdivia-Expedition unter Leitung des Zoologen Carl Chun liefert unter anderem reichhaltiges Tiermaterial aus Tiefen von mehr als 4000 m vor der Küste der Antarktis.
- 1930: Erstmals erreichen Menschen die „Tiefsee“. William Beebe und Otis Barton tauchen mit einer Stahlkugel mit Bullauge, der Bathysphäre, 435 m in die Tiefe und sind dort von Quallen und Garnelen umgeben.
- 1934: Mit der Bathysphäre werden 923 m Tiefe erreicht.
- 1948: Otis Barton erreicht erstmals eine Tiefe von 1370 m und bricht den Rekord von 1934.
- 1960: Jacques Piccard und Don Walsh gelingt es, mit der Trieste bis zum Challengertief im Marianengraben, einem der tiefsten Punkte des Meeres, zu tauchen. Selbst in 10.740 m Tiefe entdecken sie noch Tiefseefische und andere Lebewesen in für unser Auge recht kuriosen Ausformungen (z. B. mit sehr großen Mäulern und Leuchtorganen, in Anpassung an die spezielle Lebenswelt dieser Meerestiefen).[12]
- 2012: Die ausschließlich mit James Cameron bemannte Deepsea Challenger taucht bis auf den Grund des Challengertiefs vor. Es ist damit, nach der ersten Exploration im Jahr 1960, die zweite bemannte und erstmalige 1-Personen-Erkundung der See in dieser Tiefe.
- 2019: Zwischen dem 28. April 2019 und dem 7. Mai 2019 wurden mit dem Tauchboot Limiting Factor vier Tauchgänge im Challengertief und ein Tauchgang im Sirenatief absolviert.[13][14]

## Bedeutung der Tiefsee
Ozeane können grob in die oberflächennahen Schichten und die Tiefsee unterteilt werden. Während erstere wegen der unmittelbaren Koppelung an die schnell variierenden atmosphärischen Bedingungen mit Schwankungen der Strömungen, der Temperaturen sowie des Salzgehaltes innerhalb von Wochen und Monaten reagieren, werden Änderungen in der Tiefsee durch Schwankungen der Oberflächenbedingungen in begrenzten Gebieten der polaren und subpolaren Breiten hervorgerufen und spielen sich wegen der enormen beteiligten Wassermassen in Zeiträumen von vielen Jahrzehnten bis Jahrhunderten ab. Besonders für Fragestellungen den globalen Klimawandel betreffend spielt die Tiefsee speziell im Hinblick auf die anthropogene Klimabeeinflussung eine wichtige Rolle.
Die Bedeutung der polaren bzw. subpolaren Gebiete beruht auf der dichtebedingten Anomalie des Wassers (größte Dichte bei ca. 4 °C) bzw. dessen Modifikation durch den Salzgehalt der Meere. Der Salzgehalt der Meere beträgt durchschnittlich ca. 34,7 ‰, wodurch die Eigenschaften des Wassers erheblich verändert werden. Die Temperatur des Dichtemaximums verschiebt sich bei einem durchschnittlichen Salzgehalt von 34,7 ‰ auf −3,8 °C und gerät damit unter den Gefrierpunkt von −1,9 °C. Dadurch kommt es im Meer bei Abkühlung bis zum Einsetzen der Eisbildung zu einer Konvektionsbewegung: abgekühltes (und damit dichteres) Wasser sinkt ab, wärmeres (und weniger dichtes) steigt aus tieferen Schichten auf. Dabei gibt das wärmere Wasser seinen Wärmeinhalt an die Atmosphäre ab und sinkt bei erneutem Abkühlen erneut in die Tiefe ab. Dabei nimmt das Wasser atmosphärische Gase auf (z. B. Kohlendioxid) und sorgt somit für einen Transport dieser in die Tiefsee. Aus diesem Grund sind die Konvektionsgebiete auch jene Meeresgebiete, in denen die höchsten Anteile anthropogenen Kohlendioxids gefunden werden können.
Neben diesen vertikalen Konvektionsbewegungen spielen selbst in der Tiefsee horizontale Meeresströmungen eine bedeutende Rolle (siehe dazu auch: globales Förderband). Abhängig von den aktuellen Oberflächenbedingungen entstehen kalte Wassermassen unterschiedlicher Charakteristika, die sich entlang ihrer Ausbreitungsrouten in der Tiefsee verfolgen lassen. Diese kalten Wassermassen sind unterscheidbar anhand ihrer Temperatur-, Salzgehalt- und Dichtewerte, dem Sauerstoffgehalt oder dem Gehalt an anthropogenen Spurengasen aus ihrem Entstehungsgebiet. Die tiefsten Wassermassen sind überwiegend antarktischen Ursprungs, sie werden auch als „Antarktisches Bodenwasser“, bzw. im Englischen als „Antarctic Bottom Water“ (AABW), bezeichnet. Eine etwas geringere Dichte weisen die Wassermassen arktischen Ursprungs auf. Diese werden als „Nordatlantisches Tiefenwasser“, bzw. im Englischen als „North Atlantic Deep Water“ (NADW), bezeichnet, welche als mächtige Zwischenschicht über dem Bodenwasser liegt.

## Probleme bei der Erforschung
Obwohl die Tiefsee den größten Teil unseres Planeten einnimmt, ist über sie weniger bekannt als über die Oberfläche des Mondes. Dies ist bedingt durch ihre relative Unerreichbarkeit: Wenige Länder besitzen Lander, tiefseetaugliche Unterseeboote oder ausreichend große Schiffe, um Proben aus der Tiefsee heraufzuholen. So erfordert eine Probenahme in 8000 m Tiefe bereits 11 km lange Kabel. Zudem dauert es 24 Stunden, ein Gerät in diese Tiefe herabzulassen und wieder heraufzuholen. Die Geräte und Schiffe sind sehr kostenintensiv, ein großes Forschungsschiff kostet mehrere zehntausend Euro pro Tag. Tiere, deren Verhalten untersucht werden soll, müssen überdies in ihrem Lebensraum beobachtet oder in speziellen Druckbehältern heraufgeholt werden, da sie die enormen Druckänderungen nicht lebend überstehen würden. Aufgrund der Nahrungsknappheit sind Tiefseetiere außerdem gewöhnlich nicht sehr zahlreich, so dass viele Proben notwendig sind, um eine Art überhaupt nachzuweisen. Umstritten sind privat finanzierte Tauchgänge. Im Jahr 2021 tauchte Hamish Harding mit dem Raumfahrer, Ex-Navy-Taucher und U-Boot-Piloten Victor Vescovo in einem anderen Tauchboot zur tiefsten Stelle des Meeres hinab. In einem selbst konstruierten U-Boot namens Titan der Firma OceanGate brachen u. a. Paul-Henri Nargeolet, Hamish Harding und Stockton Rush am 18. Juni 2023 vor Neufundland auf, um in 3.800 Metern Meerestiefe das Wrack der Titanic zu erkunden. Das Tauchboot implodierte; alle Passagiere kamen ums Leben. Nach einem Gerichtsurteil aus dem Jahr 2025 waren dafür Watungsmängel der verantwortlichen Betreiberfirma, deren Geschäftsführer selber bei dem Unfall verstarb, verantwortlich. 

## Die Tiefsee in Kunst und Literatur
Die Faszination des Unbekannten zeigt sich auch in Literatur, Film und Musik:
- 1870 erschien erstmals der Roman 20.000 Meilen unter dem Meer von Jules Verne. Mehrmals, zuletzt in den 1990er Jahren, wurde Vernes Buch verfilmt. Die Verfilmung von 1954 erhielt im darauf folgenden Jahr einen Oscar für die besten visuellen Effekte.
- Der Film Abyss – Abgrund des Todes von 1989 spielt in der Tiefsee. Er erhielt für seine visuellen Effekte 1990 ebenfalls einen Oscar und war für drei weitere nominiert.
- Frank Schätzing behandelt in seinem Roman Der Schwarm die unerforschten Tiefen der Meere. Er beschreibt darin sogenannte Yrr – fiktive Tiefseegeschöpfe von unbekannter Intelligenz, der menschlichen weit überlegen.
- Die deutsch-schweizerische Progressive-Metal-Band The Ocean veröffentlichte 2013 das Konzeptalbum Pelagial, in dem sie eine Reise von der Meeresoberfläche bis zum Grund der Tiefsee vertont. Die einzelnen Songs gliedern sich nach den fünf Zonen des Pelagials.